# Georges Abadie
Georges Abadie (* 21. November 1924 in Tarbes, Département Hautes-Pyrénées; † 23. Oktober 2017 in Neuilly-sur-Seine) war ein französischer Jurist und Verwaltungsbeamter, der unter anderem zwischen 1992 und 2001 Mitglied des Verfassungsgerichts (Court constitutionnel) war.

## Leben

### Studium, Mitglied derRésistanceund Verwaltungsbeamter
Abadie absolvierte nach dem Schulbesuch ein Studium am renommierten Pariser Institut für politische Studien Sciences Po (Institut d’études politiques de Paris) und war während des Zweiten Weltkrieges Angehöriger der Widerstandsbewegung Résistance, für die er in den kämpfenden Einheiten FFC (Forces françaises combattantes) an der Befreiung Frankreichs teilnahm und dafür mit dem Croix de guerre 1939–1945 ausgezeichnet wurde. Weitere Studien der Literaturwissenschaft sowie der Rechtswissenschaften schloss er jeweils mit einem Lizenziat ab.
Im Anschluss trat Abadie, der auch Absolvent des Zentrum für zeitgenössische Afrika- und Asienstudien CHEAM (Centre des hautes études sur l'Afrique et l'Asie modernes) war, in den staatlichen Verwaltungsdienst und war anfangs nacheinander Kabinettschef der Präfekten des Département Gironde, des Département Vienne sowie des Département Haute-Saône. Danach war er von  Juni 1954 bis Februar 1955 Kabinettschef von Jean Raffarin, einem Staatssekretär im Landwirtschaftsministerium, sowie später zwischen Juni 1957 und Mai 1958 Kabinettschef des Staatssekretärs im Haushaltsministerium, Jean-Raymond Guyon.
In der Folgezeit folgten mehrere Verwendungen als Unterpräfekt (sous-préfet) des Arrondissement Nontron, Arrondissement Vervins, Arrondissement Djidjelli in Algerien, Arrondissement Bastia sowie des Arrondissement Toulon und als Generalsekretär für Wirtschaft des Département Pyrénées-Atlantiques sowie der Region Auvergne. Nachdem er Direktor für öffentliche Sicherheit war, fungierte er als Generalzahl- und Schatzmeister (Trésorier Payeur Général) des Département Haute-Loire sowie des Département Orne.

### Präfekt und Mitglied desCourt constitutionnel
Schließlich wurde Abadie 1976 Präfekt (Préfet) des Département Savoie und im Anschluss zwischen 1977 und dem 17. Mai 1982 des Département Manche, ehe er vom 17. Mai 1982 bis zum 27. März 1985 Präfekt der Region (préfet de région) Auvergne sowie anschließend vom 27. März 1985 bis zum 11. August 1986 Präfekt der Region Aquitanien. Danach war er tätig als außerordentliches Mitglied des Staatsrates (Conseil d’État), der nicht nur oberstes Verwaltungsgericht, sondern auch Beratungsgremium der Regierung für Rechtsfragen ist. Ferner war er Sonderbeauftragter (Chargé de mission) beim Beigeordneten Minister für den Haushalt.
Am 25. Februar 1992 wurde Abadie von Staatspräsident François Mitterrand für eine neunjährige Amtszeit zum Mitglied des Verfassungsgerichts, des Court constitutionnel, nominiert. Die Funktion bekleidete er vom 5. März 1992 bis 5. März 2001.
Für seine langjährigen Verdienste wurde er zum Ehren-Staatsrat (Conseiller d'Etat honoraire) und zum Ehren-Regionalpräfekten (préfet de région honoraire) sowie zum Großoffizier der Ehrenlegion ernannt.